# Trypetisoma horizontale
Trypetisoma horizontale är en tvåvingeart som beskrevs av Kim 1994. Trypetisoma horizontale ingår i släktet Trypetisoma och familjen lövflugor. Inga underarter finns listade i Catalogue of Life.